# Daniel Rahimi
Johan Daniel Rahimi född 28 april 1987 i Umeå, är en svensk före detta professionell ishockeyspelare. Rahimi har en iransk far och en svensk mor. Han påbörjade sin karriär i moderklubben IF Björklöven och tillbringade två säsonger med klubben i Hockeyallsvenskan mellan 2005 och 2007. Efter att ha blivit draftad 2006 i tredje rundan, som nummer 82 totalt av Vancouver Canucks, lämnade han Björklöven i slutet av säsongen 2006/07 för spel med Canucks farmarklubb Manitoba Moose i AHL.
Inför säsongen 2009/10 återvände Rahimi till Sverige – denna gång för spel med Rögle BK i SHL (dåvarande Elitserien). Säsongen därpå skrev han på ett tvåårsavtal för HV71, innan han 2012 lämnade klubben för Linköping HC. Efter fyra säsonger i Linköping tillbringade han en säsong med HC Davos i Nationalliga A, innan återvände till SHL för spel med Växjö Lakers HC. Under sin första säsong med Lakers vann han SM-guld. Rahimi spelade tre säsonger i Växjö. Han återvände till IF Björklöven i maj 2020 och spelade med klubben fram till karriärens slut 2024.
Rahimi representerade det Svenska landslaget både som junior och som senior. Han spelade två VM-turneringar och 2014 tog han ett brons vid VM i Vitryssland.

## Karriär

### Klubblagskarriär

#### 2005–2012: IF Björklöven, Manitoba Moose och återkomst till Sverige
Rahimi debuterade i moderklubben IF Björklövens A-lag säsongen 2005/06. Han spelade sin första match i Hockeyallsvenskan den 14 oktober 2005, mot Hammarby Hockey. Han tillbringade dock större delen av säsongen med klubbens J20-lag. Totalt spelade han sex matcher i Hockeyallsvenskan och gick poänglös ur samtliga. Den följande sommaren valdes Rahimi vid NHL Entry Draft 2006 av Vancouver Canucks i den tredje rundan, som 82:e spelare totalt. Kort därpå skrev han ett treårsavtal med Canucks, men valde att stanna ytterligare ett år i Sverige.
Säsongen 2006/07 fick Rahimi allt mer speltid med Björklövens seniorlag. På 33 grundseriematcher stod han för två assistpoäng. Med sina 104 utvisningsminuter toppade han tillsammans med Alexander Hellström lagets interna utvisningsliga. Via playoff tog sig Björklöven till Kvalserien till Elitserien i ishockey 2007, där man slutade på fjärde plats. Då säsongen tog slut för Björklöven flög Rahimi till Nordamerika och avslutade säsongen med spel för Canucks farmarklubb Manitoba Moose i AHL. Han gjorde AHL-debut den 14 april 2007 i en match mot Toronto Marlies. Han spelade sedan ytterligare fyra matcher för klubben i Calder Cup-slutspelet.
Den följande säsongen spelade Rahimi från start i Nordamerika. Han varvade spel med Moose i AHL med spel med Victoria Salmon Kings i ECHL. Den 5 februari 2008 gjorde han sitt första AHL-mål, på Marek Schwarz, i en 4–1-seger mot Peoria Rivermen. På 41 grundseriematcher för Moose noterades Rahimi för tre mål och två assistpoäng. Han spelade 19 matcher för Salmon Kings och stod för fem assistpoäng. Säsongen 2008/09 spelade Rahimi enbart för Moose. Han gjorde sin poängmässigt bästa säsong i AHL och stod för ett mål och fem assist på 58 grundseriematcher. I augusti 2009 byttes han bort till San Jose Sharks, tillsammans med Patrick White, mot Christian Ehrhoff och Brad Lukowich.
Precis innan Rögle BK:s SHL-premiär säsongen 2009/10 blev Rahimi klar för klubben och spelade även premiärmatchen¨den 24 september. Han gjorde sin första poäng i SHL den 22 oktober 2009 då han assisterade till ett mål i en match mot Brynäs IF. I sin sista match med Rögle den 13 mars 2010 gjorde han sitt första SHL-mål, på Niklas Svedberg, i en 4–2-förlust mot Modo Hockey. Rögle slutade sist i grundserietabellen och degraderades till Hockeyallsvenskan sedan man slutat på tredje plats i Kvalserien till Elitserien i ishockey 2010. I kvalspelet stod Rahimi för ett mål och en assistpoäng på tio spelade matcher.
Den 9 augusti 2010 skrev HV71 ett try out-kontrakt med Rahimi för att avlasta dess skadedrabbade backsida. Efter att provtiden fram till seriestart gått ut meddelade HV71 att man förlängt Rahimis kontrakt med två år. Under andra halvan av säsongen fick han allt mindre speltid och lånades därför under fyra matcher ut till IF Troja-Ljungby i Hockeyallsvenskan. Rahimi missade slutet av grundserien och det efterföljande SM-slutspelet på grund av en skada. Totalt spelade han 44 grundseriematcher för HV71 under sin första säsong i klubben och noterades för ett mål och två assistpoäng. Efter att ha stått utanför laget i premiären av säsongen 2011/12 spelade Rahimi samtliga återstående matcher av säsongen. HV71 slutade på tredje plats i grundserietabellen och på 54 matcher noterades Rahimi för ett mål och fyra assistpoäng. Den 11 mars 2012 gjorde han debut i SM-slutspelet då HV71 ställdes mot Färjestad BK i kvartsfinalserien. Färjestad gick vinnande ur serien med 4–2 i matcher och Rahimi gick poänglös ur dessa.

#### 2012–2020: Linköping HC, HC Davos och SM-guld

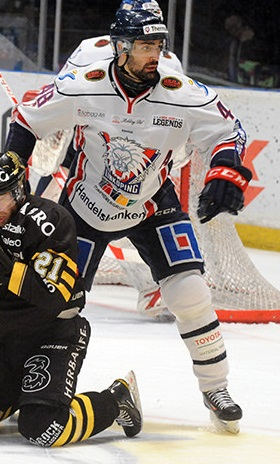
Rahimi med Linköping HC.

Den 10 april 2012 stod det klart att Rahimi lämnat HV71 då han skrivit ett tvåårskontrakt med Linköping HC. Han spelade samtliga matcher i grundserien och noterades för fem assistpoäng. Med 56 utvisningsminuter slutade han tvåa i lagets interna utvisningsliga, bakom Albin Lorentzon. I SM-slutspelet ställdes Rahimi mot sitt forna lag HV71 i kvartsfinalserien, vilken Linköping vann med 4–1 i matcher. Efter att ha vunnit den första semifinalmatchen mot Skellefteå AIK föll Linköping i fyra matcher i följd och var därmed utslagna ur slutspelet. Rahimi stod för en assistpoäng på tio matcher.
Inför säsongen 2013/14 blev Rahimi utnämnd till att vara en av de assisterande lagkaptenerna i Linköping. Den 26 november 2013 bekräftades det att han förlängt sitt kontrakt med klubben med ytterligare två säsonger. I december 2013 stängdes Rahimi av från spel i SHL av disciplinnämnden sedan han cross-checkat motståndaren Sebastian Enterfeldt i ansiktet. I sin 96:e match (inklusive slutspel) för Linköping gjorde Rahimi sitt första mål för klubben i SHL, på Gustaf Wesslau, i en 1–7-seger mot HV71. Linköping slutade på nionde plats i grundserietabellen och tog sig till SM-kvartsfinal sedan man slagit ut Modo Hockey i play-in. I kvartsfinalserien slog man ut Frölunda HC med 4–3 i matcher, innan man själva besegrades av Skellefteå AIK i semifinal med 4–1. Rahimi noterades för en assistpoäng på 14 spelade matcher.
Under sitt tredje år i Linköping missade Rahimi endast en match på hela säsongen. Poängmässigt gjorde han sin bästa grundserie i SHL då han svarade för 14 poäng på 54 matcher (två mål, tolv assist). Han var också den i laget som hade bäst plus/minus-statistik (18). I SM-slutspelet slog Linköping ut HV71 (4–2) innan man för tredje året i följd besegrades i semifinal mot Skellefteå AIK med 4–1 i matcher. Med 41 utvisningsminuter på elva matcher var Rahimi lagets mest utvisade spelare i slutspelet. Säsongen 2015/16 tangerade Rahimi sitt personliga poängrekord i grundserien från föregående säsong (tre mål, elva assist). Han blev också den spelare som drog på sig flest utvisningsminuter under grundserien (84). Linköping som slutade på tredje plats i grundserien, slogs ut i kvartsfinal av Växjö Lakers HC med 4–2 i matcher. Den 31 mars 2016, kort efter att laget slagits ut ur SM-slutspelet, meddelades det att Rahimi lämnat klubben.
Den 7 april 2016 bekräftade den schweiziska klubben HC Davos att man skrivit ett ettårskontrakt med Rahimi. Under sin säsong i Nationalliga A stod Rahimi för fyra assistpoäng på 44 spelade matcher. I slutspelet slog Davos ut HC Lausanne med 4–0 i matcher, innan man själva besegrades i semifinalserien av EV Zug (4–2).
I april 2017 bekräftades det att Rahimi återvänt till SHL, denna gång till Växjö Lakers HC med vilka han skrivit ett treårsavtal. Han utsågs till en av lagets assisterande lagkaptener och under sin första säsong tangerade han sitt poängrekord i grundserien från säsongerna 2014/15 och 2015/16. På 43 matcher noterades han för 14 poäng (fyra mål, tio assist). I november och december 2017 blev Rahimi avstängd från spel i SHL i tre matcher vid två tillfällen på grund av en knätackling och en huvudtackling. Växjö vann grundserien och i slutspelet förlorade laget endast en match och vann därmed SM-guld. Rahimi gjorde sitt dittills bästa slutspel, poängmässigt sett, med 4 poäng på 13 matcher (två mål, två assist). Han var också den spelare som drog på sig flest utvisningsminuter i slutspelet (39 minuter).
I sin andra säsong i Växjö missade Rahimi endast en match av grundserien. På 51 matcher noterades han för sju assistpoäng. Växjö slutade på sjunde plats i grundserietabellen och slog i play-in ut Örebro HK med 2–0 i matcher, innan man besegrades i kvartsfinal av Luleå HF med 4–1. Säsongen 2019/20 kom att bli Rahimis sista med Växjö. Rahimi spelade samtliga 52 grundseriematcher och stod för fyra assistpoäng. SM-slutspelet ställdes in på grund av Covid-19-pandemin.

#### 2020–2024: Återkomst till IF Björklöven
Den 15 maj 2020 meddelades det att Rahimi återvänt till sin moderklubb IF Björklöven i Hockeyallsvenskan och skrivit ett tvåårsavtal, med option på ytterligare en säsong, med klubben. Inför säsongen utsågs han till en av de assisterande lagkaptenerna i Björklöven. I grundseriens första match gjorde Rahimi den 2 oktober 2020 sitt första mål både för Björklöven och i Hockeyallsvenskan, på Jacob Johansson, i en 1–4-seger mot Timrå IK. Rahimi missade de 15 sista matcherna av grundserien efter att ha ådragit sig en fraktur i handen under en match mot Timrå IK i början av februari 2021. Björklöven slutade på tredje plats i grundserien och Rahimi gjorde comeback då Hockeyallsvenskans slutspel påbörjades. Björklöven tog sig till finalspel sedan man slagit ut både Mora IK och BIK Karlskoga i kvarts-, respektive semifinal. I finalen föll dock laget mot Timrå IK med 4–1 i matcher. Rahimi missade de tre sista matcherna i serien då han blivit avstängd av disciplinnämnden sedan han tacklat motståndaren Sebastian Hartmann.
Säsongen 2021/22 spelade Rahimi 51 grundseriematcher och stod för nio poäng, varav fyra mål. Tillsammans med Axel Ottosson var han den i laget som hade bäst plus/minus-statistik (26). För andra året i följd tog sig laget till final i Hockeyallsvenskans slutspel. Efter att ha slagit ut Västerås IK och Modo Hockey, föll laget i finalserien mot HV71 med 4–2 i matcher. På 18 slutspelsmatcher noterades Rahimi för ett mål och två assistpoäng. Med 69 utvisningsminuter var han slutspelets mest utvisade spelare. Säsongen 2022/23 spelade Rahimi samtliga 52 grundseriematcher och gjorde sin poängmässigt bästa säsong då han noterades för 21 poäng (6 mål, 15 assist). Laget slutade på andra plats i grundserietabellen och slog i slutspelet ut Västerås IK i kvartsfinal, innan man själva besegrades i semifinalserien av Djurgårdens IF med 4–2 i matcher. Kort efter säsongens slut bekräftades det den 21 april 2023 att Rahimi förlängt avtalet med Björklöven med ytterligare en säsong.
Säsongen 2023/24 slutade Björklöven på sjätte plats i Hockeyallsvenskans grundserie. Rahimis poängproduktion sjönk till åtta poäng på 50 matcher denna säsong. I slutspelet slogs laget ut i kvartsfinal av Djurgårdens IF med 4–1 i matcher. Efter säsongens slut bekräftades det den 4 april 2024 att Rahimi valt att avsluta sin spelarkarriär.

### Landslagskarriär

#### 2007: Juniorlandslag

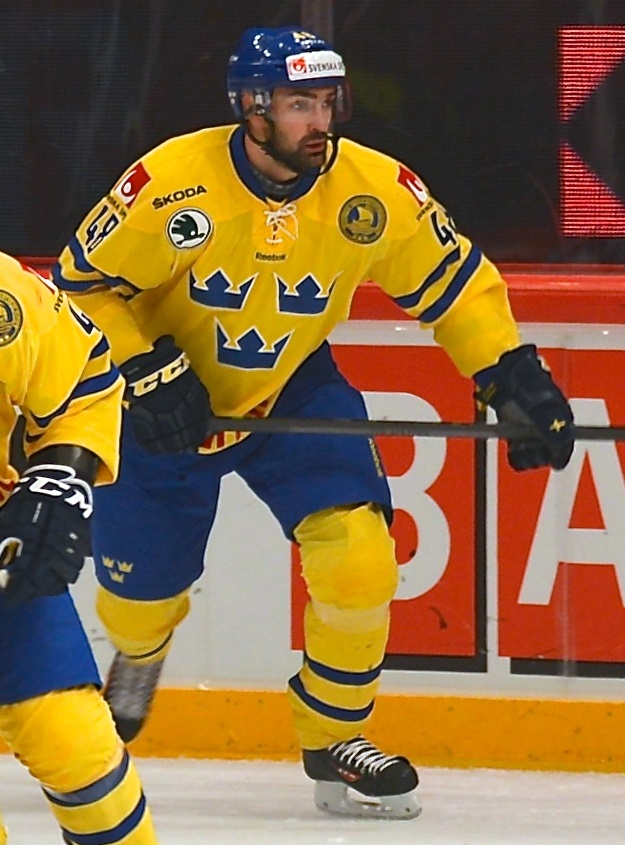
Rahimi i landslagströja.

Rahimi var med i Sveriges landslag under JVM i Sverige 2007. Laget slutade tvåa i gruppspelet och ställdes mot Tjeckien i kvartsfinalen, vilken man också vann med 5–1. Man föll dock med 2–4 i semifinal, mot Ryssland. Laget slutade fyra totalt efter att man även förlorat bronsmatchen, mot USA, med 1–2. På sju matcher noterades han inte för några poäng.

#### 2013–2016: A-landslaget
Den 20 april 2013 debuterade Rahimi i A-landslaget under en träningsmatch mot Tyskland.
Den 16 april 2014 gjorde han sitt första A-landslagsmål, på Patrick Galbraith, då Sverige besegrade Danmark i en träningsmatch med 5–2.
2014 blev Rahimi uttagen till VM i Vitryssland. Efter två spelade matcher meddelades det dock att han skadat njuren och tvingats avbryta turneringen. Sverige slutade på andra plats i grupp A och tog sig sedan till semifinal efter att man besegrat Vitryssland i kvartsfinal med 3–2. I semifinalen föll Sverige mot Ryssland med 3–1 och Rahimi tilldelades senare ett brons, efter att Sverige vunnit bronsmatchen mot Tjeckien med 3–0.
Året därpå, 2015, var Rahimi återigen med i Sveriges VM-trupp när mästerskapet avgjordes i Tjeckien. Sverige slutade åter på andra plats i grupp A och även denna gång slogs man i slutspelet ut av Ryssland. Laget föll i kvartsfinal med 3–5. Rahimi fick spela sex av Sveriges åtta matcher och noterades inte för några poäng, men var den svensk som drog på sig flest utvisningsminuter (14).

## Statistik

### Klubblag
| 2005–06                  | IF Björklöven            | HA                       | 6   | 0  | 0  | 0  | 4   | —  | — | —  | —  | —   |
| 2006–07                  | IF Björklöven            | HA                       | 33  | 0  | 2  | 2  | 104 | 16 | 0 | 1  | 1  | 14  |
| 2006–07                  | Manitoba Moose           | AHL                      | 1   | 0  | 0  | 0  | 0   | 4  | 0 | 0  | 0  | 2   |
| 2007–08                  | Victoria Salmon Kings    | ECHL                     | 19  | 0  | 5  | 5  | 14  | —  | — | —  | —  | —   |
| 2007–08                  | Manitoba Moose           | AHL                      | 41  | 3  | 2  | 5  | 37  | —  | — | —  | —  | —   |
| 2008–09                  | Manitoba Moose           | AHL                      | 58  | 1  | 5  | 6  | 49  | —  | — | —  | —  | —   |
| 2009–10                  | Rögle BK                 | Elitserien               | 55  | 1  | 7  | 8  | 67  | 10 | 1 | 1  | 2  | 8   |
| 2010–11                  | HV71                     | Elitserien               | 44  | 2  | 1  | 3  | 20  | —  | — | —  | —  | —   |
| 2010–11                  | IF Troja-Ljungby         | HA                       | 4   | 0  | 0  | 0  | 16  | —  | — | —  | —  | —   |
| 2011–12                  | HV71                     | Elitserien               | 54  | 1  | 4  | 5  | 20  | 6  | 0 | 1  | 1  | 6   |
| 2012–13                  | Linköping HC             | Elitserien               | 55  | 0  | 5  | 5  | 56  | 10 | 0 | 1  | 1  | 10  |
| 2013–14                  | Linköping HC             | SHL                      | 48  | 1  | 8  | 9  | 48  | 14 | 0 | 1  | 1  | 18  |
| 2014–15                  | Linköping HC             | SHL                      | 54  | 2  | 12 | 14 | 38  | 11 | 1 | 2  | 3  | 41  |
| 2015–16                  | Linköping HC             | SHL                      | 51  | 3  | 11 | 14 | 84  | 6  | 1 | 0  | 1  | 4   |
| 2016–17                  | HC Davos                 | NLA                      | 44  | 0  | 4  | 4  | 26  | 10 | 0 | 0  | 0  | 16  |
| 2017–18                  | Växjö Lakers HC          | SHL                      | 43  | 4  | 10 | 14 | 75  | 13 | 2 | 2  | 4  | 39  |
| 2018–19                  | Växjö Lakers HC          | SHL                      | 51  | 0  | 7  | 7  | 38  | 7  | 0 | 2  | 2  | 2   |
| 2019–20                  | Växjö Lakers HC          | SHL                      | 52  | 0  | 4  | 4  | 32  | —  | — | —  | —  | —   |
| 2020–21                  | IF Björklöven            | HA                       | 35  | 2  | 6  | 8  | 30  | 9  | 0 | 1  | 1  | 31  |
| 2021–22                  | IF Björklöven            | HA                       | 51  | 4  | 5  | 9  | 40  | 18 | 1 | 2  | 3  | 69  |
| 2022–23                  | IF Björklöven            | HA                       | 52  | 6  | 15 | 21 | 14  | 8  | 2 | 2  | 4  | 4   |
| 2023–24                  | IF Björklöven            | HA                       | 50  | 1  | 7  | 8  | 20  | 5  | 0 | 1  | 1  | 4   |
| SHL totalt               | SHL totalt               | SHL totalt               | 507 | 14 | 69 | 83 | 478 | 77 | 5 | 10 | 15 | 128 |
| Hockeyallsvenskan totalt | Hockeyallsvenskan totalt | Hockeyallsvenskan totalt | 231 | 13 | 35 | 48 | 228 | 50 | 3 | 7  | 10 | 116 |

### Internationellt
| År            | Lag           | Turnering     | Matcher | Mål | Assists | Poäng | Utv. |
| ------------- | ------------- | ------------- | ------- | --- | ------- | ----- | ---- |
| 2007          | Sverige       | JVM           | 7       | 0   | 0       | 0     | 18   |
| 2014          | Sverige       | VM            | 2       | 0   | 0       | 0     | 0    |
| 2015          | Sverige       | VM            | 6       | 0   | 0       | 0     | 14   |
| Senior totalt | Senior totalt | Senior totalt | 13      | 0   | 0       | 0     | 14   |
| Junior totalt | Junior totalt | Junior totalt | 7       | 0   | 0       | 0     | 18   |